# Eleccions federals alemanyes de 1976
Les eleccions federals alemanyes de 1976 se celebraren el 3 d'octubre de 1976 per a elegir els membres del Bundestag de la República Federal d'Alemanya.
| ← Eleccions federals alemanyes, 3 d'octubre de 1976 → |            |                     |                      |                |                      |                       |
| Partit                                                | Vots       | Percentatge de vots | Diferència vers 1972 | Total d'escons | Diferència vers 1972 | Percentatge d' Escons |
| Partit Socialdemòcrata (SPD)                          | 16.099.019 | 42,6%               | -3,2%                | 214            | -16                  | 43,1%                 |
| Unió Demòcrata Cristiana d'Alemanya (CDU)             | 14.367.302 | 38,0%               | +2,8%                | 190            | +13                  | 38,3%                 |
| Unió Social Cristiana (CSU)                           | 4.027.499  | 10,6%               | +1,0%                | 53             | +5                   | 10,7%                 |
| Partit Democràtic Lliure (FDP)                        | 2.995.085  | 7,9%                | -0,5%                | 39             | -2                   | 7,9%                  |
| Altres                                                | 333.595    | 0,9%                |                      | 0              |                      | 0,0%                  |
| Totals                                                | 37.822.500 | 100,0%              |                      | 496            | +0                   | 100,0%                |

## Post-elecció
El SPD en coalició amb el FPD manté Helmut Schmidt com a Canceller d'Alemanya